# 早乙女ゆう
早乙女 ゆう（さおとめ ゆう、1999年2月27日 - ）は、日本の女優、モデル。東京都出身。サンズエンタテインメント所属。

## 略歴
4～5歳の頃からモデルをしていたが、小学校4年生頃に映画「パコと魔法の絵本」を観て、阿部サダヲに憧れて女優を目指すようになった。
2012年、中学2年生の時にJUNONガールズコンテストでベスト30 に入ったことをきっかけにサンズエンタテインメントからスカウトされる。
2013年9月、舞台デビュー。
2016年4月、集英社刊『週刊プレイボーイ』で結成された2代目“週プレ3姉妹”の次女。その決定に伴い、同年3月、それまでのばしていた髪をショートにした。同年8月、舞台「Dice or Scythe 〜賽か死か〜」で、初めてのヒロインを務める。また、「週刊ヤングジャンプ」のグラビア新星発掘グランプリ「ゲンセキ2016」にエントリー。
2017年3月28日～4月2日、下北沢バロンデッセギャラリー3階において、早乙女ゆう×6人のフォトグラファーによる撮り下ろし写真展開催。撮影は、飯田かずな、魚住誠一、菊池茂夫、高木康行、高橋優也、mick Park。青山裕企撮影による1st写真集の制作も決定。そのプロジェクト『早乙女ゆう1st写真集！女子高生～女子大生の「今」を閉じ込めたい！』は5月1日にクラウドファンディングの募集を開始し、201人の支援により2,077,000円の資金を集め、5月30日23時59分に募集を終了。7月30日に写真集『youthful』を発売、同日にクラウドファンディングのリターンイベントの撮影会やオフ会を実施、8月6日までユカイハンズギャラリーで、早乙女ゆう×青山裕企写真展「youthful」を開催。
2018年11月2日-4日、日芸大夜芸祭東棟2Ｆ生徒ホールに展示されたおのじゅんやの「Animism」のモデルをつじかりんと2人で務める。同年11月1-11日、日本橋βプロジェクト「未来ののれん展」鰹節専門店の老舗「にんべん日本橋本店チーム」制作のプロモーション映像に参加。
2019年1月4日～3月3日、VEGETABLE CORPORATIONにおいて、春先リリース予定の「音楽付き写真集」に向けた、5人の写真家による写真展『VEGETABLE』が開催。1月13日までの松本頼の個展『PAPRIKA』でモデルを務める。3月21日～24日、青山スパイラルにおいて開催されたクマ財団クリエイター奨学金第2期生作品展覧会「KUMA EXHIBITION」での「TRANSPOSON」出演。
大学入学後は学業優先のため被写体モデルを中心に活動していたが、2019年5月開始のドラマ『都立水商! 〜令和〜』で女優復帰。
第14回札幌国際短編映画祭で最優秀主演女優賞を、『愚か者、HINAのためのセレナーデ』最優秀国内作品賞を受賞。
2022年3月17日-28日、OM SYSTEM PLAZA クリエイティブウォールにおいて開催された佐藤直大の写真展『BRIGHT Colors』でモデルを務めた。

## 人物
趣味は体を動かすこと、特技は側転、フラダンス、人間観察、妄想、食べること、寝ること、スイッチが入ると筋トレ。好きな食べ物はメロンパンとお菓子。高校では柔道部に入部し、マネージャーを務めた。
2014年、高校1年生の夏休みに、ホームステイ先近くのホビット村に行くために、2週間のニュージーランド研修に参加した。
2016年3月の週刊女性PRIMEの取材において、事務所社長の野田義治があえてあげたイチオシのタレントの1人である。
2016年5月、電撃ネットワーク ギュウゾウが作った農場の手伝いをする。その人柄から、ギュウゾウからも応援されるようになる。
公式プロフィールでの血液型はО型となっていたが、2017年1月16日に初めて献血に行ったところ、A型と判明。
2021年3月、日本大学芸術学部映画学科を卒業。

## 出演

### 舞台
- Air studio Produce　炎男〜ファイヤーガイズ〜公演Vol.1「オサエロ」 - 坂下昭代 役 
  - （2013年9月4日 - 9日、両国・Air studio）
- アリスインプロジェクト 舞台「名探偵はじめました!〜探偵部最後の事件〜」 - 山吹千佳良 役
  - （2013年10月23日 - 27日、銀座みゆき館劇場）
- 天才劇団バカバッカ第16回公演「ホテル・プラチナアイランド」 - 木曽路ことり 役
  - （2015年12月9日 - 13日、六行会ホール）
- Office54 Presents 舞台「23区女子」 - 江東区（長靴ちゃん）[注 2] 役
  - （2016年5月27日 - 30日、座・高円寺2）
- 聖地ポーカーズプレゼンツVol.02「Dice or Scythe 〜賽か死か〜」- 御門采子（アヤコ） 役
  - （2016年8月5日 - 11日、ラゾーナ川崎プラザソル）
- 朝劇 西新宿【恋の遠心力】
  - （2017年3月19日、GLASS DANCE 新宿店）
- リーディングライブ『7人とヘッド本』
  - （2017年6月18日、表参道NOSE art-garage）
  - 2部「プロローグ～水曜日の読書～」 1～3部「よくある１日」「雨、止んだ後に」に出演
- Otona Project第十弾　演劇ユニット【爆走おとな小学生】第五回全校集会　『勇者セイヤンの物語（仮）』- プリンアラモード 役
  - （2017年11月8日 - 12日、CBGKシブゲキ!!）
- 演劇×朗読×音楽ライブ「juuri ユーリ」
  - （2018年10月20日、南青山MANDALA）
- ACT第2回本公演「米寿の伝言」　-　ヒカリ 役
  - （2019年9月11日 - 15日、上野ストアハウス）
- PERSONA5 the Stage - 鈴井志帆 役
  - （2019年12月13日 - 15日、メルパルクホール / 12月19日 - 29日、天王洲 銀河劇場）
- DMM STAGE 舞台「炎炎ノ消防隊」 - 環 古達 役
  - （大阪公演　2020年7月31日 - 8月2日、梅田芸術劇場 シアター・ドラマシティ）
  - （神奈川公演　2020年8月7日 - 9日、KT Zepp Yokohama）
- 朝劇『恋の遠心力』 - あすか 役 （真綾とのWキャスト）
  - （2021年8月7日 -　、イタリアンレストラン「Trattoria&Bar Rebecca｣）
- 舞台「炎炎ノ消防隊」-破壊の華、創造の音- - 環 古達 役
  - （神奈川公演、2022年1月18日 - 23日、KT Zepp Yokohama）
  - （大阪公演、2022年1月27日 - 30日、サンケイホールブリーゼ）
  - 新型コロナウイルス感染の影響で、大阪公演はすべて中止となった。
- 舞台「炎炎ノ消防隊」-地下からの奪還- - 環 古達 役
  - （東京公演　2022年9月17日 - 25日、サンシャイン劇場）
  - （京都公演、2022年9月29日 - 10月2日、京都劇場）
- りさ子のガチ恋♡俳優沼 = 瀬戸るる 役（横道侑里とのWキャスト）
  - （2022年11月3日 - 6日、ニッショーホール(旧ヤクルトホール)）
- 『abc赤坂ビーンズクラブ』－side2－
  - （2022年12月21日 - 25日、赤坂RED/THEATER）
- 舞台「炎炎ノ消防隊」-五つ目の柱- - 環古達 役[26]
  - （2023年3月24日 - 26日、メルパルクホール大阪）
  - （2023年3月29日 - 4月2日、天王洲 銀河劇場）
- ミュージカル「コードギアス 反逆のルルーシュ 正道に准ずる騎士」 - カレン・シュタットフェルト 役[27]
  - （2023年9月16日 - 18日、京都劇場）予定
  - （2023年9月23日 - 10月1日、サンシャイン劇場）予定
- 沼地にてほころぶ（2024年7月11日 - 13日、BAR Garigari）映像出演 [28]
- 劇団皇帝ケチャップ 第18回本公演「何も変わらない今日という日の始まりに」（2024年11月13日 - 17日、浅草九劇）[29]

### 映画
- 鐘が鳴りし、少女達は銃を撃つ（2014年3月、アリスインプロジェクト、つくばテレビ共同制作）[注 3] - サヨ 役
- 仮面ライダー平成ジェネレーションズ Dr.パックマン対エグゼイド&ゴーストwithレジェンドライダー（2016年12月10日、東映） - ミサ 役
- きょうのキラ君（2017年2月25日、ショウゲート）
- 俺の恋に通信制限かかってる（2017年3月14日、LINEドラマ）
- 22年目の告白 -私が殺人犯です-（2017年6月10日）
- 東京ヴァンパイアホテル 映画版　TOKYO VAMPIRE HOTEL（Amazonプライム連続ドラマ特別編集版）（2017年11月、日活）[注 4]
- PrimeOriginal「紺田照の合法レシピ」（Amazonプライム･ビデオ）（2018年3月6日） - 金目鯛子 役
- 銃（2018年11月17日）
- 青の帰り道（2018年12月7日） - マキ役
- 色の街（2019年） - 川崎穂香 役
- REONA（2019年2月22日、平成30年度卒業制作名古屋市立大学映像･音楽上演会） - ソラ 役
- 愚か者、HINAのためのセレナーデ（2019年、日本大学芸術学部）[注 5]
- ヴァージニティーブルーズ（2019年）[注 6]
- 銃2020（2020年7月10日）
- アンダードッグ（2020年11月27日､前･後編同日公開）[注 7]

### テレビ
- ゼロテレビ
  - めちゃ×2ユルんでるッ! #12オファーが来ました!生スペシャル[30]　2014年2月23日配信
  - 24時間ゼロテレビ めちゃ×2なが～～～～～くユルんでるッ!～ひとつ大人になった44番ロビンマスクは地球を救う!?～[31]　2014年8月30日配信
- TBS 劇場霊からの招待状 #10「永遠」 2014年12月4日放映
- AbemaTV　SILLY TV ガールズ・グラビア #1[32]　2016年5月7日配信
- BS朝日 世界の文学がわかる！あらすじ名作劇場「たけくらべ」　2016年6月15日放映　美登利 役
- フジテレビ 痛快TV スカッとジャパン　2016年6月20日放映
- BSスカパー!　ドラマ弱虫ペダル　第1話　2016年8月26日放映
- フジテレビ　ドラマメディカルチーム　レディ・ダ・ヴィンチの診断　第3話　2016年10月25日放映　岩村亜沙子 役
- フジテレビ めちゃ×2イケてるッ!自作自演ゾンビ選手権　2016年11月5日放映
- Amazonプライム・ビデオ　園子温監督オリジナルドラマ「東京ヴァンパイアホテル」第3話　2017年6月16日配信
- フジテレビFODオリジナル連続ドラマ『パフェちっく!』 -  大林真子 役
  - 2018年3月31日- 6月2日配信（全10話）
  - 2018年7月11日 - 9月12日放映（全10話）
- WOWOWオリジナルドラマ『盗まれた顔～ミアタリ捜査班～』 2019年1月5日 - 放映 新野真美 役
- MBS/TBS ドラマイズム枠『都立水商!～令和～』鎌田風花 役（全8話）
  - MBS 2019年5月5日 - 6月23日 放映　
  - TBS 2019年5月7日 - 6月25日 放映
- Netflixオリジナルシリーズ『全裸監督』[33] 2019年8月8日配信
- フジテレビ 競争の番人 第7話 2022年8月22日放映 - 「リードショップ」社員 役

### ラジオ
- 島田秀平の開運ラジオ　2017年4月8日
- 渋谷のラジオ 渋谷のサンデー～神二の愉快な仲間たち～　2019年9月1日　
  - ゲスト出演し、舞台「米寿の伝言」を宣伝
- NACK5 GOGOMONZ 2020年6月22日

### WEB
- 佐野円香　連載グラビア企画
  - 工具みーつガール Vol.03 MTR-42(RYOBI)[34]
  - 季節の果実 早乙女ゆうと枇杷[35]
- Webマガジン SILLY[36]
- LoGiRL
  - 【私服グラビア】早乙女ゆう Daily LoGiRL 477[37]
  - 【ショートヘア限定グラビア】注目の17歳、早乙女ゆう 「髪は短し、恋せよ乙女」第60回[38]
  - 【ショートヘア限定グラビア】期待の若手女優、早乙女ゆう part.2 「髪は短し、恋せよ乙女」第61回[39]
  - 【ショートヘア限定グラビア】早乙女ゆう part.3 「髪は短し、恋せよ乙女」第62回[40]
- マガジンアプリ『週刊ジョージア』（KADOKAWA MAGAZINES INC）純愛フォトノベル　妄想カノジョ[41]
  - 第1回　僕はキミに恋をした
  - 第2回　解き放て！この想い
  - 第3回　おみくじ結び
  - 第4回　海へと続く坂道
  - 第5回　未公開SP
- [週プレnet Extra]
  - 早乙女ゆう No.331「今、まだ彼女のプロフィール欄はまっさら。それでも、ここに登場する意味がある。どれだけ魅力的か、この目で確かめてほしい。」
  - 早乙女ゆう No.392「放課後。」
  - 松永有紗、早乙女ゆう、浅川梨奈 No.422「2代目週プレ3姉妹　青春の1ページ」
  - 松永有紗、早乙女ゆう、浅川梨奈 No.509「2代目週プレ3姉妹　日本一の富士3姉妹！」
  - 早乙女ゆう No.542「卒業」
- [週プレnet Classics]　松永有紗 早乙女ゆう 浅川梨奈 No.197「ニッポンのスクールガール修学旅行inタイ」
- ジャンプキャラクターズストア 『To LOVEる-とらぶる-ダークネス』フルカラープリントTシャツ ＜SUMMER JUMP COLLECTION＞モデル
- 萩庭桂太 YOUR EYES ONLY（写真記事連載）
  - #1 私が女優になったわけ 2017年9月11日[42]
  - #2 闘いたい! 2017年9月12日[43]
  - #3 実はＡ型! 2017年9月13日[44]
  - #4 髪を切ったら吹っ切れた 2017年9月14日[45]
  - #5 めざせ、女・阿部サダヲ! 2017年9月15日[46]
- 月刊sabra　net strictly
- マンボウblog　気になる短髪美少女をついに取材☆ [47]
- FACES 伴田良輔写真館 vol.1早乙女ゆう[48]
- YouTube オリジナルラジオドラマ『自由日誌』　文染英音(ふみぞめあやね) 役　
  - 第1話 深（み） 2019年4月14日配信
  - 第2話 旨（うま） 2019年5月14日配信
  - 第3話 未（ひつじ） 2019年6月14日配信
  - 第4話 去（さる） 2019年7月14日配信
  - 第5話 撮（とり） 2019年8月14日配信
  - 第6話 射（いぬ） 2019年9月14日配信
  - 第7話 移（い） 2019年10月14日配信
  - 第8話 値（ね） 2019年11月15日配信
  - 第9話 憂（うし）　2019年12月24日配信
- ザテレビジョン "グラビア×女優"野田イズム継承の早乙女ゆうが「都立水商」で見せた本気度
- 髪は短し 恋せよ乙女|ShortHairFanClub　ショートヘアは、天気雨のように。---早乙女ゆう×青山裕企--- vol.1～vol.6

### MV
- GIVE ME OW「さよならスカート」 2018年10月5日配信
- Cody･Lee「I'm sweet on you(BABY I LOVE YOU)」2019年11月20日配信
- 吉田和史 ｢絵具｣2019年11月22日公開
- ニアフレンズ「オールタイムラバー」2020年1月15日全国リリース

### 広告
- 日本マクドナルド
- JAバンク～プリクラ篇
- ポカリスエット　WEB動画｜水分補給ムービー - YouTube[49]
- 【名古屋市選管公式】選挙常時啓発映像－18歳の選挙 僕の未来編－
- 【名古屋市選管公式】第25回参議院議員通常選挙啓発映像
- ニューバランス115周年 [50]

## 出版物

### 書籍
- 女の子がかわいく見えちゃう55の撮り方（玄光社MOOKフォトテクニックデジタル別冊） ISBN 9784768306574
- 女の子が色っぽく見えちゃう55の撮り方（玄光社MOOKフォトテクニックデジタル別冊） ISBN 9784768307410
- 青山裕企:47th写真集『髪は短し 恋せよ乙女』（ユカイハンズパブリッシング） ISBN 9784908942020
- 青山裕企:55th写真集『youthful』（ユカイハンズパブリッシング）ISBN 9784908942051
- 『youthful』アナザー写真集『watermelon』（クラウドファンディングのリターンのため非売品）
- ムック本「星のカービィ　TOTE BAG BOOK」（宝島社）　ISBN　9784800285904　（カバーモデル）
- トーキョーダイアリー　笠井爾示（玄光社）　ISBN 9784768303924
- 音楽付き写真集『Paprika』
- 青山裕企写真集『髪は短し 恋せよ乙女』（二見書房）

### 雑誌
- Chu→Boh【チューボー】Vol.54 2013春号 [51]
- JUNON　2014年4月号
- 週刊プレイボーイ
  - 2015年7月20日号，2016年2月15日号，5月2日号，8月8日号，8月22日号，11月7日号[注 8][52]，2017年1月16日号，4月3日号，2019年4月29日号，7月15日号[注 9]
- 週刊プレイボーイグラビアスペシャル増刊 SUMMER2016[注 10] ,GW2017
- サイゾー　2016年3月号，2017年9月号[注 11]
- 週刊ヤングジャンプ　2016年22・23合併号，25号，41号
- BOMB!　2016年6月号
- ヤングガンガン　2016年14号，17号，19号[注 12]
- 週刊SPA!　2016年7月12日号，2021年1月12日号
- BUBKA　2016年9月号，11月号，2017年9月号
- ヤングチャンピオン　2016年17号
- 別冊ヤングチャンピオン　2019年８月号
- ヤングアニマル　2016年17号
- フォトテクニックデジタル　2016年9月号，2017年4月号，6月号[注 13]，8月号[注 14]，12月号，2019年7月号[注 15]
- クィック・ジャパン127
- BRODY 2017年2月号
- girls! vol.49，51
- MAMOR vol.123
- EX大衆　2017年8月号
- 月刊エンタメ　2017年9月号
- ヤングキング 2017年17号
- GooBike　2017.09.18号(首都圏版,東海版)
- PEACE COMBAT 2018.11.27号(vol.28)
- BRODY BEAST Vol.1
- 金のEX NEO VOL.2（MILLIONMOOK）
- PEACECOMBAT　2019年7月号[注 16]

### 電子書籍
- ＜デジタル週プレ写真集＞
  - 早乙女ゆう「放課後。」集英社
  - 松永有紗／早乙女ゆう／浅川梨奈「2代目週プレ3姉妹　青春の1ページ」集英社
  - 松永有紗／早乙女ゆう／浅川梨奈「2代目週プレ3姉妹　日本一の富士3姉妹！」集英社
- 週刊アスキー　No.1098，No.1099
- 月間デジタルファクトリー【早乙女ゆう ハロウィンの夜、シブヤを走る！by 魚住誠一】[53]
- PROTO STAR 早乙女ゆう - protostar編集部
  - vol.1 サトウノブタカ(写真)[54]
  - vol.2 高橋慶佑(写真)
  - vol.3 高橋慶佑(写真)
  - complete1(vol.1~3を収録)
- ［sabra net e-Book］kindle版　小学館
  - オンリー･ゆう 早乙女ゆう1　
  - オンリー･ゆう 早乙女ゆう2
  - オンリー･ゆう 早乙女ゆうDX
  - ゆうみねーたー 早乙女ゆうDX
  - いい汗かいてますか？ 早乙女ゆう3　
  - いい汗かいてますか？ 早乙女ゆう4